# Cibotium

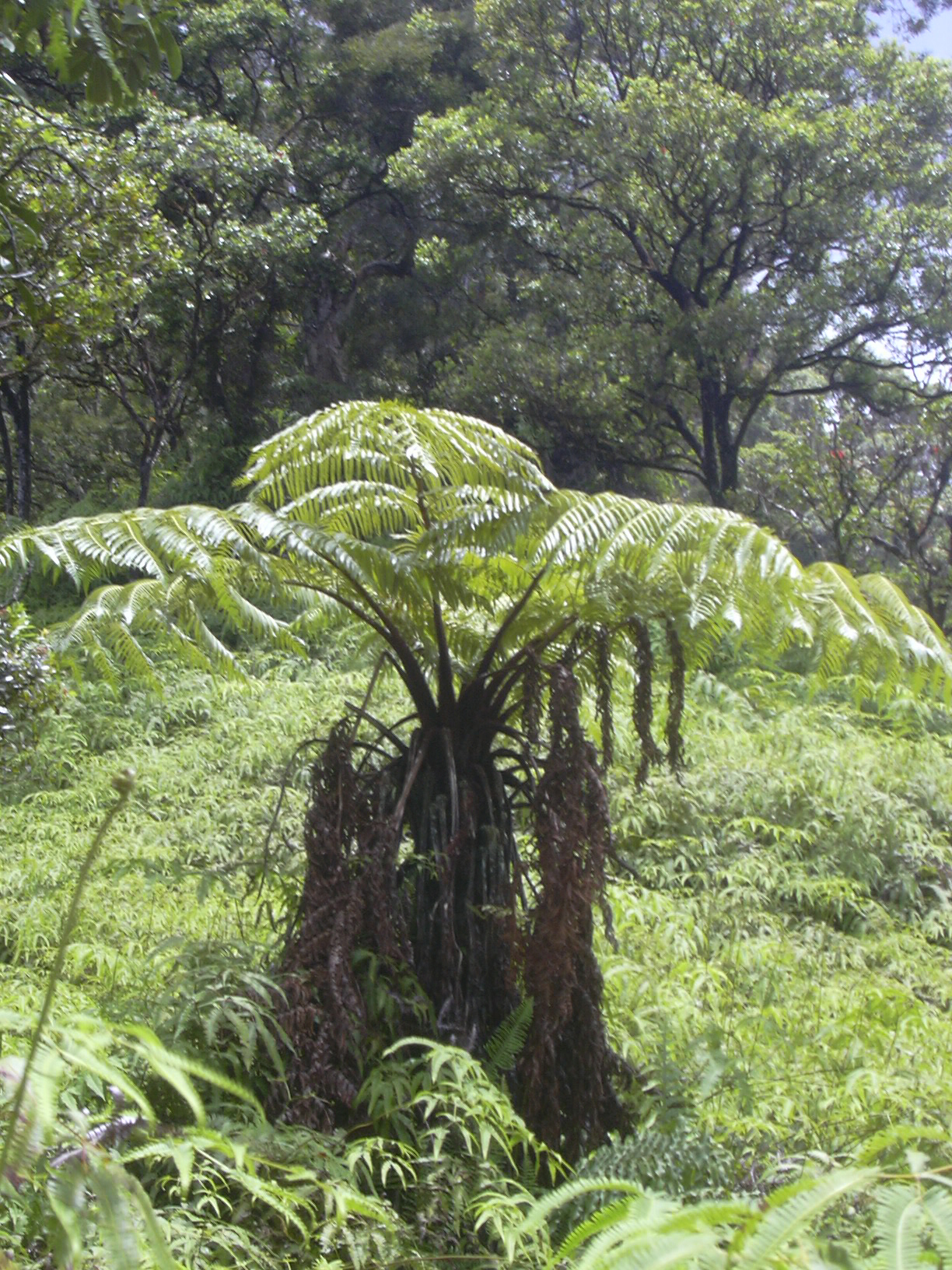
Loài cây Cibotium menziesii xuất hiện ở Maui, Kopiliula

Cibotium là một chi của 11 loài dương xỉ nhiệt đới. Đây là chi duy nhất trong họ Cibotiaceae trong Nhóm Pteridophyte Phylogeny. Ngoài ra, nó có thể được coi là phân họ Cibotioideae của họ Cyatheaceae.

## Loài
Kể từ tháng 11 năm 2019, Plants of the World Online đã chấp nhận các loài và giống lai sau:
- Cibotium arachnoideum (C.Chr.) Holttum
- Cibotium barometz (L.) J.Sm.
- Cibotium chamissoi Kaulf.
- Cibotium cumingii Kunze
- Cibotium glaucum (Sm.) Hook. & Arn.
- Cibotium × helenae D.D.Palmer
- Cibotium menziesii Hook.
- Cibotium nealiae Degen.
- Cibotium schiedei Schltdl. & Cham.
- Cibotium sumatranum Christ
- Cibotium taiwanense C.M.Kuo

Một số loài đã tuyệt chủng cũng đã được đặt trong chi này:
- †Cibotium iwatense Ogura
- †Cibotium oregonense Barrington

## Phân phối
Các loài thuộc chi phân bố khá hẹp ở Hawai (bốn loài, cộng với một giống lai), Đông Nam Á (năm loài) và rừng mây ở Trung Mỹ và Mexico (hai loài). Môi trường sống tự nhiên của Cibotium là dưới các gốc cây mà nước hay nhỏ giọt xuống và quanh những dòng suối chảy trong rừng mưa nhiệt đới trên sườn núi lửa tại Hawaii.
Dữ liệu từ các hóa thạch cho ta thấy rằng chi này từng là một phần của hệ thực vật lỗ khoan phát hiện được ở châu Âu, miền đông Bắc Mỹ và Tây Á. Cụ thể là các nhà khảo cổ phát hiện hóa thạch Cibotium oregonense ở gần Medford, Oregon và hóa thạch Cibotium iwatense ở Iwate, Nhật Bản.
Không có loài thuộc Cibotium nào có thể sống tự nhiên trong môi trường của Vương quốc Anh, nên họ trồng hai loài của chi này ở nhà kính Royal Botanic Gardens, Kew và RBG Edinburgh ở Scotland. Mọi người sẽ chiêm ngưỡng được mẫu vật loài Cibotium regale ở nhà kính Hoàng gia Laeken khi nhà kính này mở cửa vào tháng năm hàng năm.

## Các mối đe dọa
Môi trường sống của các loài trong chi Cibotium ở Hawaii bị đe dọa do người ta lấn chiếm đất để phát triển kinh tế. Mối đe dọa khác là do gió thổi các bào tử của loài dương xỉ có tên Cyathea Cooperi từ Úc đến đây (loài này vốn là dương xỉ vườn của Mỹ, người ta nhập khẩu nó vào Úc). Việc này mở đầu cho mối đe dọa nghiêm trọng đến các loài dương xỉ tại Hawaii.

## Công dụng
Cibotium glaucum là loài thường gặp nhất trong các tiệm cây cảnh ở nơi mà người ta yêu thích nó. Cũng như các loài anh chị em của nó là Cibotium chamissoi và Cibotium menziesii. Người ta đôi khi nhìn thấy chúng trong các khu vườn ở California.
Cibotium barometz được biết đến với vai trò của nó trong y học cổ đại. Trong Y học cổ truyền Trung Quốc, họ dùng nó để làm chất chống viêm và anodyne; ở Malaysia và Trung Quốc, họ dùng thân và rễ để cầm máu vết thương. Người ta vẫn xuất khẩu nó ở Malaysia vì mục đích này. Những mảnh thân rễ phủ đầy lông với thân cây bắt chước chồi được sử dụng để cho vay tín nhiệm đối với truyền thuyết thời trung cổ Lamb Lamb of Tartary, một sinh vật lai nửa cừu, nửa thực vật.